# Juan de Cervantes
Juan de Cervantes (Lora del Río, 1380 circa – Siviglia, 25 novembre 1453) è stato un cardinale spagnolo.

## Biografia
Figlio di Gonzalo Gómez de Cervantes e Beatriz Bocanegra, studiò presso l'università di Salamanca, dove ottenne il titolo di magister in teologia e il dottorato in utroque iure.
Diversi i ruoli che ricoprì prima della sua elevazione al cardinalato: canonico del capitolo della cattedrale di Palencia; abate commendatario dell'abbazia di Hermida; arcidiacono di Calatrava (1415); arcidiacono di Siviglia (1419); procuratore del re di Castiglia nella Curia romana nel 1419. Chiese ed ottenne da papa Martino V l'assoluzione ad cautelam per aver sostenuto l'antipapa Benedetto XIII. Nominato referendario papale nel 1420, canonico del capitolo della cattedrale di Burgos nel 1423, abate commendatario di Salas in Burgos.
Fu creato cardinale presbitero da papa Martino V nel concistoro del 24 maggio 1426. Tre giorni dopo ricevette il titolo cardinalizio di San Pietro in Vincoli.
Non fu mai nominato vescovo di alcuna sede, benché abbia ricevuto in amministrazione diverse diocesi spagnole: Tuy nel 1430; Avila nel 1438; Segovia nel 1441; Siviglia nel 1449.
Non partecipò a nessuno dei conclavi della sua epoca: il conclave del 1431 che elesse papa Eugenio IV; il conclave del 1447 che elesse papa Niccolò V, e nemmeno lo pseudo conclave del 1439 che portò all'elezione dell'antipapa Felice V. Impegnò buona parte delle sue energie nell'appianare i disaccordi tra i padri conciliari riuniti a Firenze e quelli che rimasero a Basilea, e che finirono per eleggere Felice V.
Decano del collegio dei cardinali, ottenne il titolo vescovile delle sedi unite di Ostia e Velletri il 7 marzo 1446.
È morto a Siviglia il 25 novembre 1453 ed è stato sepolto nella cattedrale cittadina.

## Fonti
- (LA)  Konrad Eubel, Hierarchia Catholica Medii Aevi, vol. 1, pp. 34, 36 e 45; vol. 2, pp. 6, 27, 29, 30, 31, 60, 78, 165 e 234
- Lorenzo Cardella, Memorie storiche de' cardinali della Santa Romana Chiesa, Roma 1793, vol. III, pp. 51–52